# Papilio phestus
Papilio phestus là một loài bướm thuộc họ Bướm phượng (Papilionidae). 
Loài Papilio phestus được mô tả năm 1830 bởi Guérin-Méneville. Loài bướm Papilio phestus sinh sống ở .

## Hình ảnh

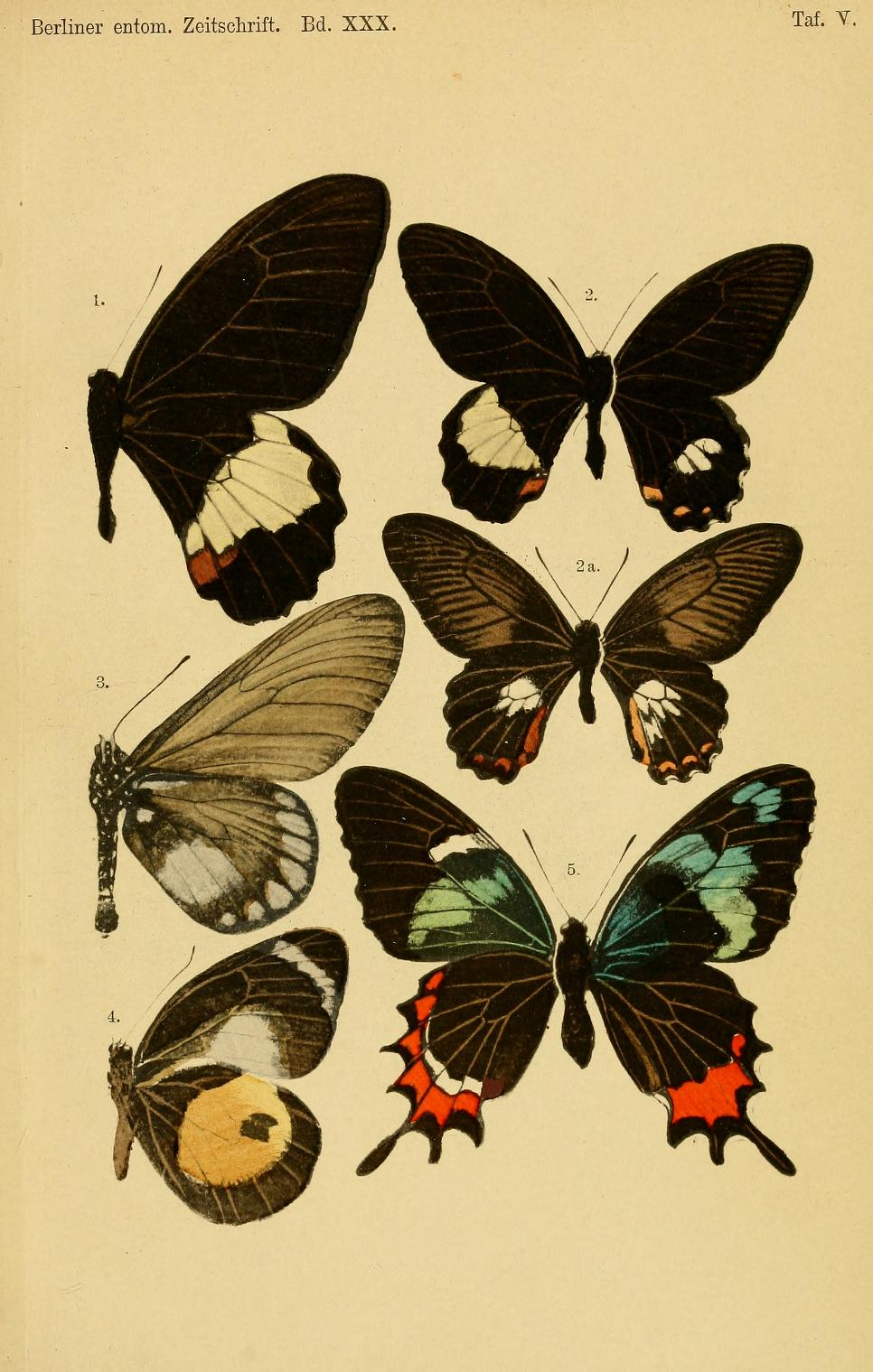